# Остролодочник Ламберта
Остролодочник Ламберта (лат. Oxytropis lambertii) — вид растений рода Остролодочник (Oxytropis) семейства Бобовые (Fabaceae)

## Распространение
Родина этого вида — луга в Канадских прериях в центральной Канаде и на Среднем Западе и Великих равнинах США от Техаса до Манитобы и на запад до Аризоны и Монтаны. Также встречается в Восточной Сибири и на Дальнем Востоке. Произрастает в луговых степях, на прибрежных песках, среди кустарников.

## Ботаническое описание

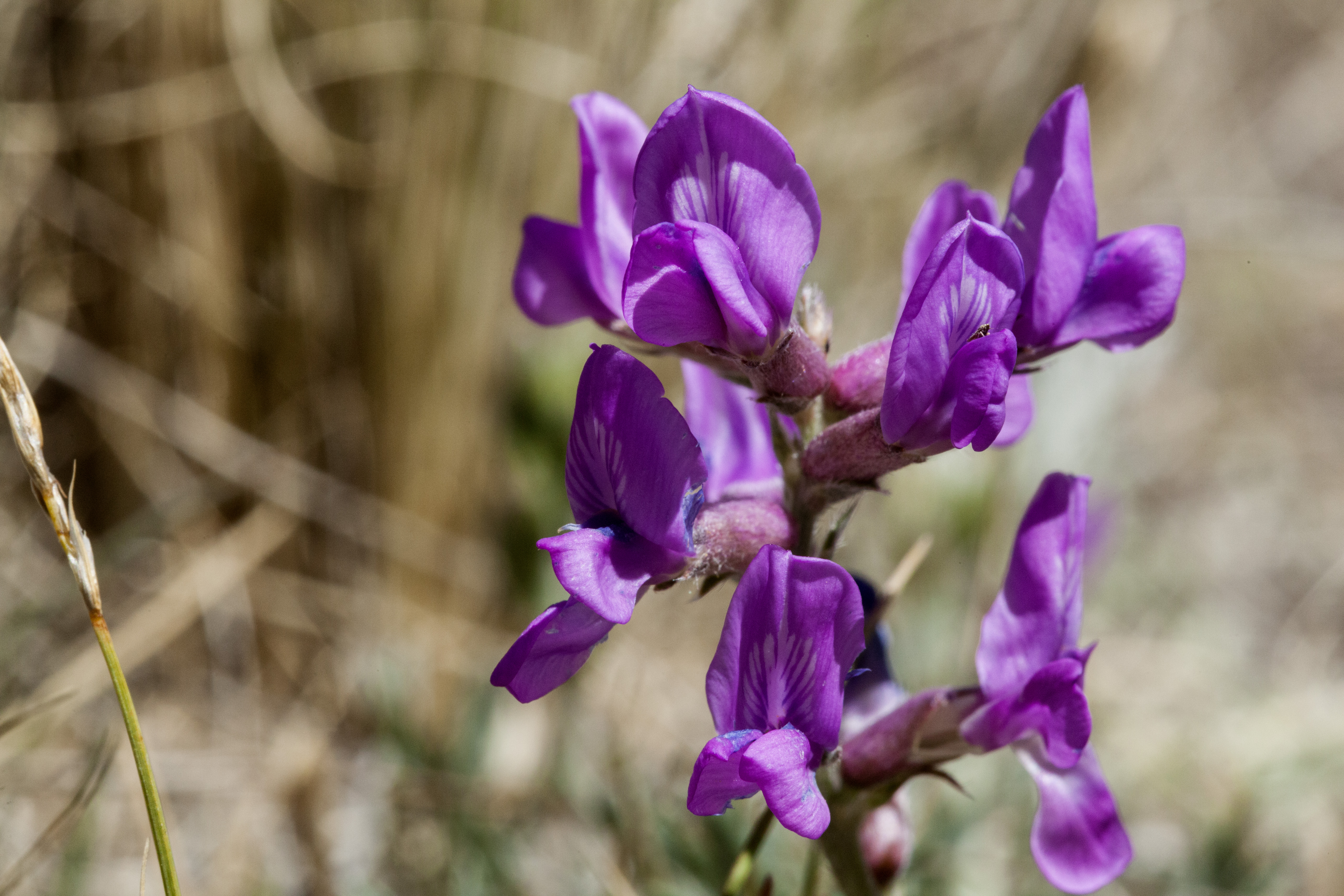
Цветки

Многолетнее травянистое растение, образующее вокруг корневой кроны россыпь базальных листьев и несколько показательных прямостоячих соцветий. Стебли прямые, высотой 20-50 см. Лист сложный, 5-10 см, с несколькими серебристо-зелёными листочками. Соцветие состоит из нескольких цветков, каждый из которых находится в трубчатой пурпурной или розоватой чашечке, покрытой серебристыми волосками. Пеалообразный венчик цветка красноватый или синевато-фиолетовый с более светлым пятном у основания перетяжки. Плод — цилиндрический бобовый стручок.

### Токсичность
Oxytropis lambertii — одно из растений, наиболее часто становящихся причиной отравлений домашнего скота. Содержит токсин свайнсонин. Исследования показывают, что само растение может быть не токсичным, но становится токсичным при заселении эндофитными грибами рода Embellisia, которые вырабатывают свайнсонин.